# Hallgrímur Jónasson
Hallgrímur Jónasson (ur. 4 maja 1986 w Húsavíku) – islandzki piłkarz, środkowy obrońca lub środkowy pomocnik. 

## Kariera klubowa
Hallgrímur zaczynał swoją piłkarską karierę w Völsungur, obok takich piłkarzy jak Pálmi Rafn Pálmason czy Baldur Sigurðsson. Rok później dostał się z trzecioligowego do drugoligowego Þór Akureyri. W klubie z Akureyri grał przez trzy sezony. Mimo iż w ostatnim swoim sezonie w tym klubie z powodu kontuzji zagrał tylko 4 mecz to miał wiele ofert klubów z 1 ligi.
Piłkarz zdecydował się jednak na ÍBK Keflavík. Klub z Keflavíku okazał się dobrym posunięciem, w pierwszej części sezonu grał regularnie. W kolejnych dwóch sezonach stał się jednym z najlepszych obrońców ligi, był skuteczny w grze defensywnej, jak i potrafił strzelać bramki. Jego świetną grę w lidze islandzkiej dostrzegli włodarze wielu zagranicznych klubów. Hallgrímur przeszedł do GAIS. W pierwszym sezonie nękały go częste urazy i zagrał zaledwie 5 meczów, z czego dwa wchodząc z ławki rezerwowych i strzelił 1 gola. Pod koniec listopada 2011 podpisał trzyletni kontrakt z duńskim klubem SønderjyskE Fodbold. W latach 2015–2016 grał w Odense BK, a latem 2016 trafił do Lyngby BK.

## Kariera reprezentacyjna
Hallgrímur grał już w reprezentacji Islandii U-19 i U-21. 16 marca 2008 roku zadebiutował w seniorskiej reprezentacji w meczu z Wyspami Owczymi. Zagrał tylko 13 minut, a Islandia wygrała 3:0.
| Mecze i gole w reprezentacji | Mecze i gole w reprezentacji | Mecze i gole w reprezentacji | Mecze i gole w reprezentacji | Mecze i gole w reprezentacji | Mecze i gole w reprezentacji | Mecze i gole w reprezentacji |
| #                            | Data                         | Stadion                      | Rywal                        | Wynik                        | Gol                          | Rozgrywki                    |
| 2008                         | 2008                         | 2008                         | 2008                         | 2008                         | 2008                         | 2008                         |
| ---------------------------- | ---------------------------- | ---------------------------- | ---------------------------- | ---------------------------- | ---------------------------- | ---------------------------- |
| 1.                           | 16.03.2008                   | Kopavogur, Islandia          | Wyspy Owcze                  | 3:0                          | 0                            | towarzyski                   |
| 2011                         |                              |                              |                              |                              |                              |                              |
| 2.                           | 06.09.2011                   | Reykjavík, Islandia          | Cypr                         | 1:0                          | 0                            | El. ME 2012                  |
| 3.                           | 07.10.2011                   | Porto, Portugalia            | Portugalia                   | 3:5                          | 2                            | El. ME 2012                  |
| 2012                         |                              |                              |                              |                              |                              |                              |
| 4.                           | 24.02.2012                   | Osaka, Japonia               | Japonia                      | 1:3                          | 0                            | towarzyski                   |
| 5.                           | 27.05.2012                   | Valenciennes, Francja        | Francja                      | 2:3                          | 0                            | towarzyski                   |
| 6.                           | 30.05.2012                   | Göteborg, Szwecja            | Szwecja                      | 2:3                          | 1                            | towarzyski                   |
| 2013                         |                              |                              |                              |                              |                              |                              |
| 7.                           | 14.08.2013                   | Reykjavík, Islandia          | Wyspy Owcze                  | 1:0                          | 0                            | towarzyski                   |
| 8.                           | 10.09.2013                   | Reykjavík, Islandia          | Albania                      | 1:0                          | 0                            | El. MŚ 2015                  |
| 2014                         |                              |                              |                              |                              |                              |                              |
| 9.                           | 21.01.2014                   | Abu Dhabi, ZEA               | Szwecja                      | 0:2                          | 0                            | towarzyski                   |
| 10.                          | 30.05.2014                   | Innsbruck, Austria           | Austria                      | 1:1                          | 0                            | towarzyski                   |
| 11.                          | 04.06.2014                   | Reykjavík, Islandia          | Estonia                      | 1:0                          | 0                            | towarzyski                   |
| 12.                          | 12.11.2014                   | Bruksela, Belgia             | Belgia                       | 1:3                          | 0                            | towarzyski                   |
| 2015                         |                              |                              |                              |                              |                              |                              |
| 13.                          | 19.01.2015                   | Orlando, USA                 | Kanada                       | 1:1                          | 0                            | towarzyski                   |
| 14.                          | 31.03.2015                   | Tallinn, Estonia             | Estonia                      | 1:1                          | 0                            | towarzyski                   |